# Condado de Musan
Musan es un condado en la provincia de Hamgyŏng del Norte, Corea del Norte. Limita con la República Popular China al norte, al otro lado del río Tumen. Se divide en una ŭp, seis distritos laborales y quince ri. La sede del condado es la ciudad de Musan, Musan ŭp. Luguo y Dehua son las ciudades chinas más cercanas al otro lado del río.
El terreno de Musan es alto y más del 90% es montañoso y deshabitado; gran parte se encuentra en la meseta de Paekmu, mientras que el noroeste forma parte de la meseta de Musan. Las montañas Hamgyong pasan a lo largo del flanco noroeste del condado. Musan es la región más fría del norte de Hamgyŏng.
El área de Musan ha sido conocida durante mucho tiempo por las minas de hierro, la madera y las papas. La mina Musan, una importante excavadora de mineral de hierro, se encuentra aquí. Debido a que muchos de los árboles han sido cortados para combustible, quedan pocos árboles en la zona.
Granjeros individuales en Musan crían vacas, pollos, patos y conejos. Sin embargo, el gobierno prohíbe que la gente use las vacas para el consumo de carne., pues las vacas se utilizan sólo para el trabajo.
Varios ferrocarriles cruzan el condado, incluyendo la Línea Musan y la Línea Paengmu.
Musan y su región circundante se vieron gravemente afectados por las inundaciones de 2016 como resultado del tifón Lionrock.

## Divisiones administrativas
El condado de Musan se divide en 1 ŭp (ciudad), 6 rodongjagu (distritos de trabajadores) y 15 ri (pueblos):